# Erwin Levy
Erwin Levy (* 11. April 1907 in Graudenz, Westpreußen; † 10. November 1991 in New York) war ein deutsch-amerikanischer Psychiater, Gestalttheoretiker und Psychoanalytiker.

## Leben und Werk
Erwin Levy schloss sein Medizin-Studium im Jahr 1931 an der Universität Berlin mit einer Arbeit zum Arbeitsumsatz, insbesondere bei Myxödem und Magersucht ab. Anschließend war er – zugleich mit Wolfgang Metzger – Assistent des Begründers der Gestaltpsychologie, Max Wertheimer in dessen Zeit an der Universität Frankfurt. Angesichts der Machtergreifung durch die Nationalsozialisten floh Levy 1933 von Deutschland über Paris in die USA, wo es erneut zur Zusammenarbeit mit Max Wertheimer an der New School of Social Research in New York kam. Im Weiteren wurde Levy als Psychiater und Psychoanalytiker an verschiedenen Krankenanstalten und in freier Praxis in New York tätig.
Levy publizierte eine Reihe von Arbeiten über Gestalttheorie und Psychopathologie, unter anderem auch die aus seiner Zusammenarbeit mit Wertheimer hervorgegangenen Untersuchungen zur Manie, zur schizophrenen Denkstörung und zu den Paranoia-Thesen von Heinrich Schulte. In seinen Publikationen bemühte er sich um eine kritisch reflektierte Integration psychoanalytischer und gestalttheoretischer Auffassungen. So kritisierte er 1956 im American Journal of Psychotherapy in seinem Aufsatz Some Problems Concerning Ethics and the Super-Ego die klassische Über-Ich-Konzeption der Psychoanalyse und schlug dazu eine gestaltpsychologisch fundierte Alternative vor. Seine Arbeiten spielten vor allem in der Entwicklung der Gestalttheoretischen Psychotherapie eine maßgebliche Rolle.
Erwin Levy ist der ältere Bruder der (am 15. Februar 1914 ebenfalls in Graudenz geborenen) Sängerin und Schauspielerin Irmgard Levy, die unter dem Künstlernamen Irmgard Andersen arbeitete. Auch sie verließ Deutschland 1933, vorerst in die Niederlande, wo sie in Scheveningen am Kabarett arbeitete (unter anderem mit Max Ehrlich 1934). Später folgte sie ihrem Bruder in die USA.

## Ausgewählte Schriften
- 1931: Zum Problem des Arbeitsumsatzes, insbesondere bei Myxödem und Magersucht. Zeitschrift für die gesamte experimentelle Medizin, 78, 764–795.
- 1936: A Case of Mania with its Social Implications. Social Research, 3 (1936), 488–493. Deutsche Übersetzung 2000: Ein Fall von Manie und seine sozialen Implikationen. Gestalt Theory, 22, 20–26.
- 1943: Some Aspects of the Schizophrenic Formal Disturbance of Thought. Psychiatry, 6, 55–69. Deutsche Übersetzung 1997: Einige Aspekte der schizophrenen formalen Denkstörung. Gestalt Theory, 19, 27–50.
- 1956: Some Problems Concerning Ethics and the Super-Ego. American  Journal of  Psychotherapy, 10, 217–240.
- 1986: A Gestalt theory of paranoia. Introduction, comment and translation of ‚Heinrich Schulte‘. Gestalt Theory, 8, 230–255.